# Пуэрто-риканская танагра
Пуэрто-риканская танагра (лат. Nesospingus speculiferus) — вид птиц монотипического семейства Nesospingidae.
Традиционно вид относили к семейству танагровых (Thraupidae), однако на основе генетических и морфологических исследований вид был выделен в собственное семейство.
Эндемик Пуэрто-Рико. Вид распространён в горных лесах и редколесьях на высоте 200—1200 м над уровнем моря.
Небольшая птица длиной 18—20 см, из которых 7 см приходится на хвост, и массой 28—40 г. Тело оливково-коричневое с бледно-серым брюхом и белым горлом. На крыльях имеется белое пятно. Верх головы тёмный. Верхняя часть клюва самцов тёмно-коричневая, нижняя — белая. У самок клюв полностью тёмно-коричневый.
Основу рациона составляют беспозвоночные — насекомые (чешуекрылые, гусеницы, жуки, прямокрылые, муравьи), пауки, моллюски и земноводные. Кроме того, он ест мелкие плоды и семена.
Сезон размножения длится с января по август. Чашеобразное гнездо птицы строят из листьев, корней, лианы и растительных волокон в зарослях лиан или на конце ветки, на высоте от 2 до 10 метров над землей. В кладке 2—3 яйца кремового цвета.